# Centropus leucogaster
El cucal ventriblanco o cucal de garganta negra (Centropus leucogaster) es una especie de ave cuculiforme de la familia Cuculidae que vive en África.

## Distribución
Se encuentra en África Occidental y Central, distribuido por los siguientes países: Camerún, Congo, Costa de Marfil, Gabón, Ghana, Guinea, Guinea-Bissau, Liberia, Malí, Níger, Nigeria, Senegal, Sierra Leona y Togo.